# Louvemont-Côte-du-Poivre
Louvemont-Côte-du-Poivre è un comune francese disabitato situato nel dipartimento della Mosa nella regione del Grand Est.

## Storia
Questo comune non possiede alcun abitante. È infatti uno dei sei villaggi francesi completamente distrutti durante la prima guerra mondiale e che non sono stati mai ricostruiti. Alla fine delle ostilità venne dichiarato "Villaggio morto per la Francia" e si decise di conservare questo comune in memoria di quei tragici avvenimenti. Oggi il comune è amministrato da un consiglio di tre persone designate dal prefetto del dipartimento della Mosa.

## Società

### Evoluzione demografica
Abitanti censiti